# 黒夢コンプリート・シングルズ
『黒夢コンプリート・シングルズ』は、日本のロックバンド、黒夢のベスト・アルバム。

## 概要
前作『黒夢シングルズ』は全シングル12枚表題曲の収録だったが、本作は全シングル12枚表題曲に加え、カップリング曲も全て収録。アルバム収録が初めての楽曲も含まれる。コピーコントロールCD仕様である。

## 収録曲
A-disc
1. for dear (作詞：清春　作曲：臣　編曲：佐久間正英)
2. ICE MY LIFE (作詞：清春　作曲：臣　編曲：黒夢／佐久間正英)
3. 優しい悲劇 (作詞・作曲：清春　編曲：佐久間正英／黒夢)
4. Miss MOONLIGHT (作詞・作曲：清春　編曲：佐久間正英／黒夢)
5. BEAMS (作詞・作曲：清春　編曲：西平彰／黒夢)
6. SEE YOU (作詞：清春　作曲：人時　編曲：黒夢)
7. ピストル (作詞・作曲：清春　編曲：黒夢／是永巧一)
8. Like @ Angel (作詞・作曲：清春　編曲：黒夢)
9. NITE & DAY (作詞・作曲：清春　編曲：黒夢／佐藤宣彦)
10. Spray (作詞・作曲：清春　編曲：黒夢／佐藤宣彦)
11. 少年 (作詞・作曲：清春　編曲：黒夢)
12. MARIA (作詞・作曲：清春　編曲：黒夢／土方隆行)

B-disc
1. & Die (作詞：清春　作曲：臣　編曲：佐久間正英)
2. S･A･D (作詞・作曲：清春　編曲：黒夢／佐久間正英)
3. gossip (作詞：清春　作曲：人時　編曲：佐久間正英／黒夢)
4. DANCE 2 GARNET (toy version) (作詞：清春　作曲：人時　編曲：佐久間正英／黒夢)
5. BABY GLAMOROUS (作詞：清春　作曲：人時　編曲：佐久間正英／黒夢)
6. COMICAL (作詞：清春　作曲：清春／人時　編曲：黒夢)
7. KISS (作詞・作曲：清春　編曲：黒夢／佐久間正英)
8. Walkin' on the edge (作詞：清春　作曲：人時　編曲：黒夢／是永巧一)
9. Suck me! (作詞：清春　作曲：人時　編曲：黒夢)
10. SICK -1997 BURST VERSION- (作詞：清春　作曲：人時　編曲：黒夢／佐藤宣彦)
11. カマキリ -1997 BURST VERSION- (作詞：清春　作曲：人時　編曲：黒夢／佐藤宣彦)
12. Merry X'mas, I Love You (作詞：清春　作曲・編曲：黒夢）
13. Unlearned Man -1998 CRAZY FIRE VERSION- (作詞・作曲：清春　編曲：黒夢／土方隆行)